# عاشیق محمد حسین دهقان
محمد حسین دهقان (زاده سال ۱۳۱۳) از هنرمندان بنام عرصه موسیقی آذربایجان و از اساتید هنر عاشیقی مکتب ارومیه به شمارمی‌رود که در کنار بزرگانی مانند عاشیق درویش وهاب‌زاده، فرهاد سلیمی، یوسف اوهانس و اصلان طالبی نقش بسزایی را در حفظ و اشاعه این موسیقی اصیل و مردمی آذربایجان داشته‌است.

## زندگی‌نامه
محمد حسین دهقان در سال ۱۳۱۳ در روستای ایگدیر (ارومیه) به دنیا آمده‌است. از پنج سالگی با ساز آشنا و از ۸ سالگی انگشتانش ساز عاشیقی را لمس کرده (در دست گرفته) و از پانزده، شانزده سالگی در مجالس و جشن‌های مردمی حضور یافته‌است. وی سه شرط اصلی عاشیق‌های آذربایجانی: اول صدا، دوم نوازنده ماهر ساز عاشیقی بودن و سوم سرودن اشعاری به سبک و سیاق عاشیقی (گرایلی، قوشما، دیوان، تجنیس و ..) را همواره یکجا داشته وبه چندین هنر آراسته‌است. وی اغلب میراث ادبی و هنری عاشیق‌های متقدم و معاصر (ده‌ها هزار بیت شعر در قالبهای مرسوم سبک عاشیقی) و ده‌ها داستان مفصل عاشیقی را با زیر و بم و جزئیات و اشعار و روایت‌های مختلف آن را از حفظ می‌داند و می‌خواند.
نخستین استاد وی در عرصه عاشیقی و عامل اصلی گرایش وی به عالم هنر موسیقی مادرشان «ماه جبین» بوده‌است. وی سه داستان معروف ادبیات عاشیقی (غلام حیدر، سیدی و احمد) را از مادرش یادگرفته است که بعدها در نزد «عاشیق فرهاد» ایراداتش را برطرف نموده و همه آهنگها و داستانها و اشعار و زیر و بم مهارت عاشیقی را از عاشیق فرهاد آموخته‌است. استاد دوم وی عاشیق موسی بود.
در سن پنج – شش سالگی به همراه مادر پشت قهوه‌خانه ای که عاشیقها درآن می‌خواندند، از پنجره ای که صدای عاشیقها بیرون می‌زد، گوش می‌کرده‌است. یکی ازشاگردان فرهاد به نام عاشیق محمد علی پس از اجرای برنامه‌هایش در قهوه‌خانه‌ای که نزدیک منزل مسکونی وی بوده، ساز خود را هر شب به امانت به خانواده ایشان می‌سپرده که وی از این فرصت استفاده کرده و ساز او را برداشته و تمرین می‌نموده‌است. سایر استادان وی عاشیق قرمزی باش، عاشیق علی، عباد، کرم بوده‌است.
تحصیلات ایشان تا کلاس ششم نظام قدیم در روستای امام زاده ارومیه می‌باشد.
او ۲۴ سال تمام و به صورت قراردادی با رادیو و صدا و سیمای مرکز استان فعالیت داشته و در جشنها و مراسمات مختلف به اجرای برنامه پرداخته‌است.

## فعالیت‌ها و افتخارات
عاشیق دهقان از معدود هنرمندان آذربایجان غربی است که در جشنواره‌های متعدد داخلی و خارجی شرکت کرده و در بیشتر آنها به کسب مقام و افتخار نائل شده‌است که می‌توان به دریافت لوح تقدیر از مقام ریاست جمهوری وقت، دریافت ۲۵ عدد لوح تقدیر از وزرای ارشاد، ۳ بار کسب مقام اولی در هنر عاشیقی، در میان عاشیقهای جهان، کسب ۱۵ عدد سکه بهار آزادی در مسابقات مختلف، دریافت ۵ سکه بهار آزادی از آقای خاتمی، اشاره کرد. همچنین عاشیق دهقان دارای دیپلم افتخار بوده و دکترای هنر عاشیقی از کشور آذربایجان دریافت کرده‌است و در شهرهای باکو و آنکارا نیز برنامه‌های زیادی را اجرا نموده‌است. نکته آخر اینکه وی یکی از ۴۲ نفر نام‌آور عرصه هنر و از بزرگان موسیقی کشور است که لوح افتخار آن را به یدک می‌کشد. به مدت ۱۰ سال نیز به عنوان داور در مسابقات مختلف هنر عاشیقی داوری نموده‌است.
وی در بیش از بیست کشور دنیا و در همایش‌ها و کنگره‌های بزرگ داخلی و خارجی در جمهوری آذربایجان، آلمان، فرانسه، چین، ترکیه، سوئد، دبی، کشورهای آمریکای لاتین و … شرکت داشته و علاوه بر کاستها و آلبوم‌های موسیقی، اشعار زیادی هم سروده که موجود است. ایشان بیش از بیست شاگرد عاشیق تربیت کرده‌ام که امروز از عاشیق‌های سرشناس آذربایجان محسوب می‌شوند.
مستند زندگی ایشان در واحد هنرهای تصویری حوزه هنری استان آذربایجان غربی با مشاوره و همکاری واحد موسیقی حوزه هنری آذربایجان غربی آغاز شده بود که در آن بخشی از زندگی شخصی و فعالیت‌های هنری محمد حسین دهقان برای نخستین بار به تصویر کشیده شده‌است. فیلم عاشیق محمدحسین دهقان به کارگردانی محمدرضا مقدسیان با سال ساخت ۱۳۷۴ نیز مستند زندگی ایشان می‌باشد.در سال ۱۳۹۶ به پاس بیش از نیم قرن فعالیت در زمینه موسقی عاشیقی، در حوزه هنری شهر ارومیه مراسم بزرگداشت ایشان برگزار گردید.

## اثر
داستان‌های 'غلام حیدر'، 'سیدی' و 'احمد' از معروفترین اثرهای اجرا شده توسط ایشان در مکتب عاشیقی می‌باشد.